# Freimaurertempel von Ceres

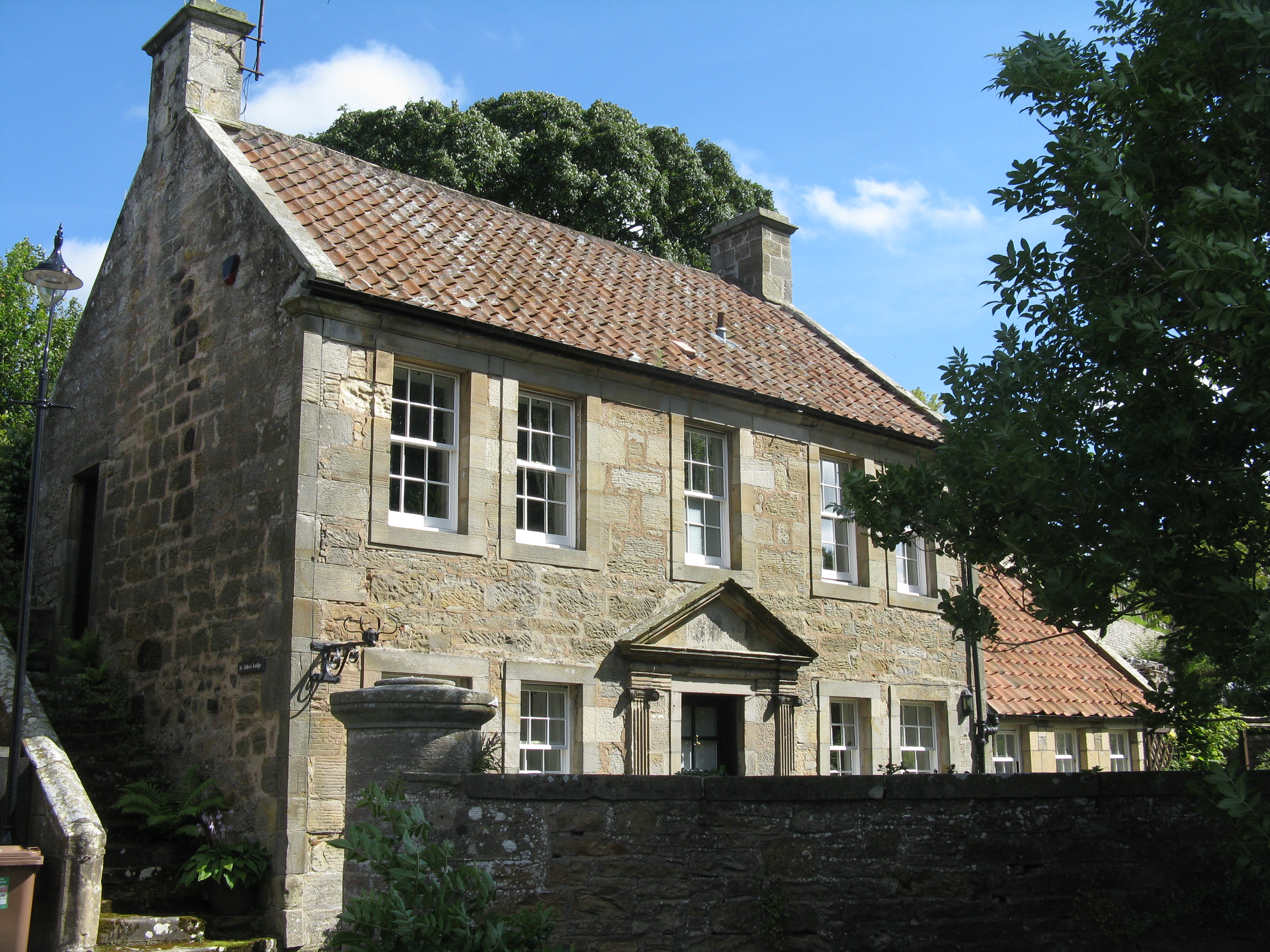
Freimaurertempel von Ceres

Der Freimaurertempel von Ceres befindet sich in der schottischen Ortschaft Ceres in der Council Area Fife. 1972 wurde das Bauwerk als Einzeldenkmal in die schottischen Denkmallisten in der höchsten Denkmalkategorie A aufgenommen.

## Geschichte
Die Freimaurerloge von Ceres wurde am 29. Mai 1761 als Loge Ceres St John’s mit der Matrikelnummer 107 gegründet. In den folgenden Jahrzehnten wurde mehrfach neu nummeriert. 1852 wurde die Logenaktivität als ruhend deklariert und seitdem nicht mehr aufgenommen. Der im Jahre 1765 errichtete ehemalige Freimaurertempel verfiel daraufhin leerstehend und wurde unter anderem als Hühnerstall genutzt. Der National Trust for Scotland veranlasste die Restaurierung des Gebäudes. Es wird seitdem als Wohngebäude genutzt.

## Beschreibung
Der ehemalige Freimaurertempel steht abseits der Straße Castlegate am Bach Ceres Burn nahe der Bishop Bridge im Cereser Süden. Das Mauerwerk des zweistöckigen, symmetrisch aufgebauten Hauses besteht aus Bruchstein mit Natursteineinfassungen. Die westexponierte Hauptfassade ist fünf Achsen weit. Die zentrale Eingangstüre ist mit ionischen Pilastern und bekrönendem Dreiecksgiebel gestaltet. Entlang der nördlichen Giebelseite führt eine Außentreppe zu einer höherliegenden Eingangstüre. Unterhalb des abschließenden, mit Pfannen eingedeckten Satteldachs verläuft ein Traufgesimse. Rechts schließt sich ein einstöckiger Anbau an, der später hinzugefügt wurde.